# Vostok (nosná raketa)

Rodina raket Vostok (NASA).

Vostok (rusky Восток; "východ") byla sovětská třístupňová kosmická raketa odvozená z balistických raket R-7 a R-7A. Raketa Vostok mimo jiné vynesla první sondy k Měsíci a první pilotované kosmické lodě.
Různé verze Vostoku měly nosnost až 5 000 kg na nízkou oběžnou dráhu nebo 500 kg k Měsíci. Používaly se při startech pilotovaných lodí Vostok a první generace sond programu Luna. Z této rakety vychází současná pilotovaná raketa Sojuz.
Hlavní verze rakety byly:
- 8K72 (Vostok-L/Luna) - použita pro vynášení prvních měsíčních sond Luna. V letech 1958 až 1960 se uskutečnilo 9 startů. Oproti jiným raketám vycházejícím z R-7 měly motory RD-107 a RD-108 prvních dvou stupňů poněkud zvýšený tah. Ve třetím stupni byl použit jednokomorový raketový motor RD-105 o tahu 49 kN.
- 8K72 (Vostok) - použita pro vynášení prototypů lodí Vostok. V roce 1960 se uskutečnily 4 starty. První a druhý stupeň převzaty z rakety R-7, ve třetím stupni motor RD-105.
- 8K72K (Vostok-K) - použita především pro pilotované lety programu Vostok. V letech 1960 až 1964 se uskutečnilo celkem 13 startů této rakety, z toho 6 s lidskou posádkou. Nový třetí stupeň s jednokomorovým motorem RD-109 o tahu 54,5 kN.
- 8A92 (Vostok-2) - určena k vynášení fotošpionážních satelitů Zenit první generace. V letech 1962 až 1967 celkem 45 startů. První stupeň s motory RD-107K a druhý stupeň s motorem RD-108K pochází z R-7A. Motor RD-109 ve třetím stupni.
- 8A92M (Vostok-2M) - modifikovaná verze Vostoku-2 určená pro vynášení meteorologických satelitů programu Meteor. V letech 1964 až 1991 se uskutečnilo 94 startů.